# Zvezni minister za obrambo (Nemčija)
Zvezni minister za obrambo (nemško Bundesminister der Verteidigung) je vodja zveznega ministrstva za obrambo in član zvezne vlade.
V skladu s 65. a členom nemške ustave (nemško Grundgesetz), je zvezni minister za obrambo vrhovni poveljnik (nemško Inhaber der Befehls- und Kommandogewalt) Bundeswehra, nemških oboroženih sil. 115. b člen določa, da v stanju obrambe, ki ga Bundestag razglasil s soglasjem Bundesrata, glavno poveljstvo preide na zveznega kanclerja. Najvišji vojaški častnik v Bundeswehru je generalni inšpektor Bundeswehra (nemško Generalinspekteur der Bundeswehr).